# Cymodoce tattersalli
Cymodoce tattersalli es una especie de crustáceo isópodo marino de la familia Sphaeromatidae.

## Distribución geográfica
Se distribuye por las aguas someras del Atlántico nororiental y el mar Mediterráneo.